# Михалентзакис, Димосфенис
Димосфенис «Димос» Михалентзакис (греч. Δημοσθένης Μιχαλεντζάκης; род. 19 октября 1998, Александруполис) ― греческий пловец-паралимпиец. Четырёхкратный чемпион мира (2017, 2019), двукратный чемпион Европы (2018), чемпион Паралимпийских игр 2016 года, бронзовый призёр Паралимпийских игр 2020 в Токио. Участвует в классификационных соревнованиях S9 и S8.

## Биография
Родился 19 октября 1998 года в городе Александруполис, Греция.
Плавать он начал в 4 года из-за своего заболевания — паралич правой верхней конечности в результате родовой травмы, и ему удалось с большим успехом пройти все плавательные шаги. Примечательно, что Демосфенис — единственный греческий пловец, который плавает также с обычными пловцами и сумел обеспечить квалификационные ограничения для Панэллинского чемпионата.

### Спортивная карьера
В 2014 году он вошел в мужскую сборную команду спортсменов-инвалидов по плаванию. На чемпионате Европы по плаванию IPC 2014 года в Эйндховене он финишировал 4- м в индивидуальной гонке S9 на 200 м и 5-м в беге на 100 м баттерфляем S9, тогда ему было всего 16 лет.
На чемпионате мира IPC по плаванию в Глазго в 2015 году занял 4-е место в беге на 100 м баттерфляем S9 . Однако его наибольший успех был достигнут на Паралимпийских играх 2016 года в Бразилии, когда он выиграл золотую паралимпийскую медаль и установил новый паралимпийский рекорд (59:27) в беге на 100 м баттерфляем S9.
Выиграл паралимпийское золото в заплыве на 100 метров баттерфляем на летних Паралимпийских играх 2016 года в Рио-де-Жанейро.
Ему принадлежит мировой рекорд на дистанции 200 метров вольным стилем в своей категории с результатом 2:07:16. Муниципальный плавательный бассейн Александруполиса носит его имя.
На чемпионате мира по паралимпийскому плаванию в Мексике в 2017 году он выиграл золотую медаль в беге на 100 метров баттерфляем S9, а на чемпионате Европы по паралимпийскому плаванию 2018 года в Дублине он выиграл две золотые медали (100 м баттерфляем S8 , 200 метров индивидуальное плавание S8).
На чемпионате мира по плаванию в Лондоне в 2019 году он снова стал чемпионом мира, выиграв три золотые медали в классификации S8 (50 м вольным стилем, 100 м вольным стилем, 100 м баттерфляем).

### Паралимпиада 2020 в Токио
На Паралимпийских играх в Токио Димосфенис Михалентзакис завоевал бронзовую медаль в дисциплине 100 м вольный стиль S8.